# محمد جمال صقر
محمد جمال صقر (مواليد 20 مارس 1966) هو كاتب وأكاديمي وشاعر مصري، متخصص في علوم اللغة العربية خاصة النحو والصرف والعروض، يعمل استاذا في كلية دار العلوم في جامعة القاهرة.

## دراسته
حصل على شهادة الليسانس عام 1987 في علوم اللغة العربية وآدابها وعلوم الإسلام وآدابه من كلية دار العلوم بجامعة القاهرة. كما حصل من القسم ذاته على درجة الماجستير عام 1993 من قسم النحو والصرف والعروض بأطروحة بعنوان «الأمثال العربية: دراسة نحوية من خلال مجمع الأمثال للميداني»، وشهادة الدكتوراه عام 1996 بأطروحة بعنوان «علاقة عروض الشعر ببنائه النحوي».

## حياته العملية
عمل عام 1988 بعد تخرجه معيدًا في قسم النحو والصرف والعروض في كلية دار العلوم بجامعة القاهرة، ثم ترقى إلى مُدرس مساعد عام 1993 ومُدرس عام 1996. وفي عام 1997، انتقل إلى جامعة السلطان قابوس وعمل أستاذًا مساعدًا في قسم اللغة العربية في كلية الآداب والعلوم الاجتماعية حتى عام 2003، وعمل عامي 2005 و2006 كاستشاري زائر في الجامعة ذاتها، قبل أن يعود لجامعة القاهرة وكلية دار العلوم كأستاذ مساعد.

### مؤلفاته
- «اتجاهات في التربية والتعليم»، دار المعارف، 1998[3]
- «الأمثال العربية القديمة: دراسة نحوية»، مؤسسة العلياء للنشر والتوزيع، القاهرة، 2000[4]
- «علاقة عروض الشعر ببنائه النحوي»، مؤسسة العلياء للنشر والتوزيع، القاهرة، 2000[5]
- «سرب الوحش: أبحاث نصية عروضية»، مؤسسة العلياء للنشر والتوزيع، القاهرة، 2006[6]
- «إذا صح النص: أبحاث نصية نحوية»، مؤسسة العلياء للنشر والتوزيع، القاهرة، 2007[7]
- «ظاهرة التوافق العروضي الصرفي»، مكتبة الهاني، القاهرة، 2007[8]
- «نجاةٌ من النثر الفني: مقالاتٌ ومقامات»، المؤسسة السعودية بمصر، 2007[9]
- «نجاةٌ من النثر الفني: مقالاتٌ ومقامات: الجزء الثاني»، مؤسسة العلياء للنشر والتوزيع، القاهرة، 2007[10]
- «عصا المربد: أبحاث نصية عروضية»، بين يدي للطبع والنشر والتوزيع، 2008[2]
- «دليل المتثقفين: منهج في التأليف بين كتب العلم وبين طلابها بوصل حياتهم بحياتها»، مكتبة الإمام البخاري، 2009[11]
- «مهارة الكتابة العربية: تجربة طريفة نافعة لطلاب علوم العربية وآدابها»، دار السلام للطباعة والنشر والتوزيع والترجمة، 2010[12][13]
- «نديم النحويين» دار القمري، 2014[14]
- «براء: ديوان شعر»، مؤسسة العلياء للنشر والتوزيع ودار القمري، 2014[15][16]

## جوائزه
- جائزة مؤسسة اقرأ الخيرية، القاهرة، 1994، عن مجموعته الشعرية «لبنى»
- جائزة مؤسسة اقرأ الخيرية، القاهرة، 1995، عن قصيدته «صولة البراء بن مالك الأنصاري»
- جائزة نادي جامعة القاهرة، 1996، عن قصيدته «صولة البراء بن مالك الأنصاري»
- جائزة نادي جامعة القاهرة، 1997، عن قصته «جمل»
- جائزة جامعة القاهرة التشجيعية، مجال العلوم الإنسانية والتربوية، العام الجامعي 2006–07

## وصلات خارجية
- الموقع الرسمي
- صفحته على جوجل سكولار